# Catedral de la Immaculada Concepció
|  | Per a altres significats, vegeu «Catedral de la Immaculada Concepció (Hong Kong)». |

La Catedral Primada de Colòmbia, o Catedral Basílica Metropolitana de la Immaculada Concepció, és un edifici religiós situat a la Plaça de Bolívar a Bogotà, Colòmbia. La catedral, d'estil neoclàssic, va ser construïda entre 1807 i 1823 pel frare caputxí i arquitecte espanyol Domingo de Petrés, sobre el lloc mateix on van ser erigides i demolides successivament tres antigues catedrals de la ciutat. En consideració al seu valor històric, cultural i arquitectònic va ser declarada Monument nacional l'any 1975.
La Catedral està situada sobre la part nord de la zona est de la Plaça de Bolívar, al barri de La Candelaria, centre històric de Bogotà. Concretament es pot trobar entre la Carrera Séptima i la Carrera Sexta, en la intersecció amb la Calle 11.

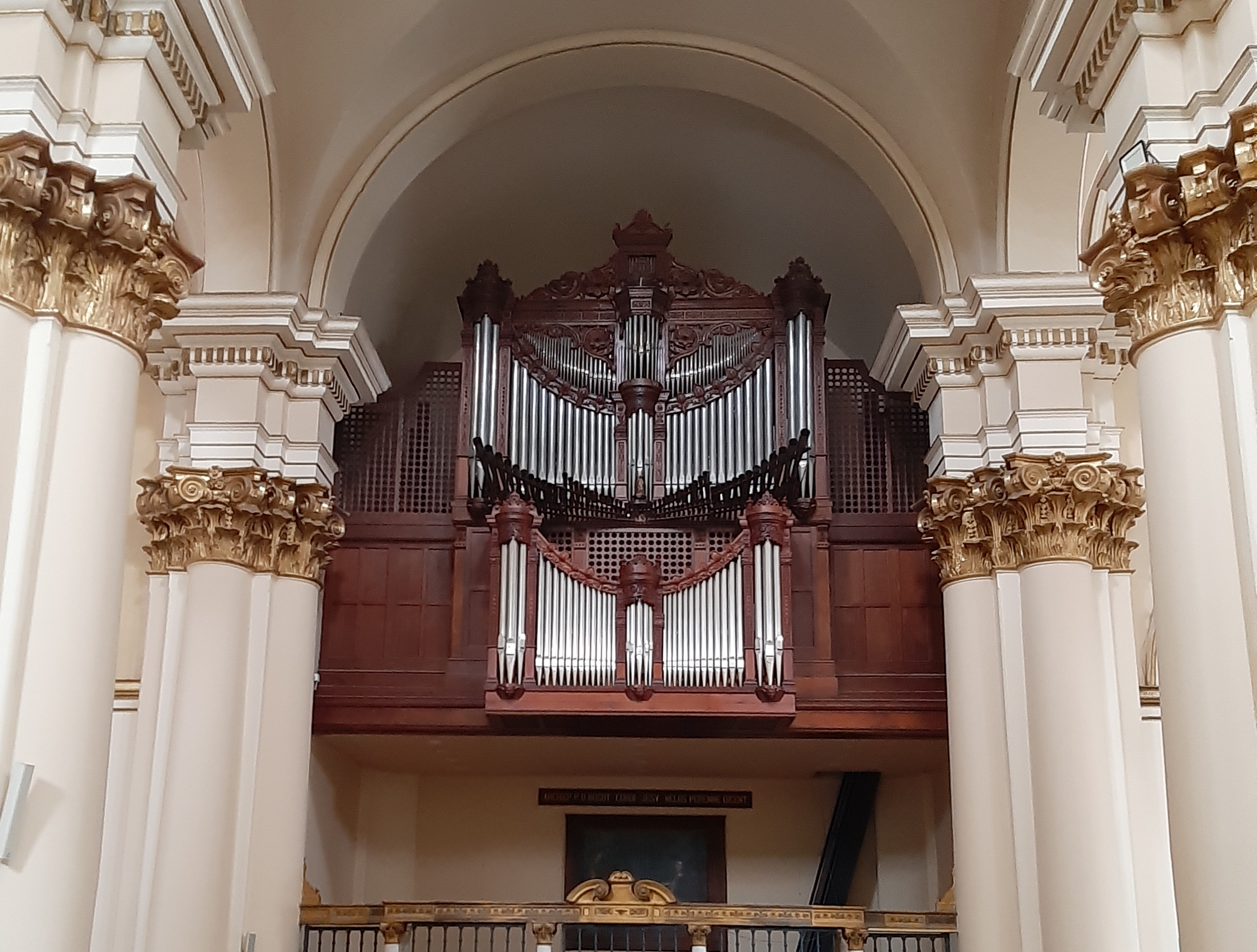
Els orgues històrics

Els orgues de la catedral daten de 1890 i provenen del taller d'Aquilino Amezua, un músic i enginyer espanyol. Els orgues estaven situats des de la seva instal·lació al costat est de la nau central. En el moment de la reparació de l'edifici entre 1960 i 1968, i amb motiu la vinguda del Papa Pau VI, van ser retirats i a continuació reinstal·lats a la part sud de la nau.